# 格吕诺 (梅克伦堡-前波美拉尼亚州)
格吕诺（德語：Grünow）是德国梅克伦堡-前波美拉尼亚州的市镇，隶属于梅克伦堡湖区县，总面积为23.18平方千米，截至2020年总人口为292人。